# Ostercappeln
Ostercappeln là một đô thị của huyện Osnabrück, bang Niedersachsen, Đức. Đô thị này có diện tích 100,18 km². Đô thị này nằm ở Wiehengebirge, cự ly khoảng 15 km về phía đông bắc của Osnabrück.